# The Trial (opéra)
Le Procès
Pour les articles homonymes, voir Trial (homonymie) et Procès (homonymie).
The Trial est un opéra de chambre en 2 actes et un interlude, pour orchestre et solistes, composé en 2014 par Philip Glass, sur un livret de Christopher Hampton d'après le roman de Franz Kafka, Le Procès,. Commande conjointe du Royal Opera, du Scottish Opera, du Théâtre Magdebourg (de) et de la compagnie Music Theatre Wales (en) (pour célébrer son 25e anniversaire), la première mondiale a eu lieu le 10 octobre 2014 sous la direction musicale de Michael Rafferty et la mise en scène de Michael McCarthy,.

## Personnages
| Rôle                                                   | Type de voix  | Distribution à la création, 10 octobre 2014 Direction : Michael Rafferty |
| ------------------------------------------------------ | ------------- | ------------------------------------------------------------------------ |
| Joseph K                                               | Baryton       | Johnny Herford                                                           |
| Fräulein Bürstner/Leni                                 | Soprano       | Amanda Forbes                                                            |
| Frau Grubach/Laveuse (femme de l'Huissier de la Cour)  | Mezzo-soprano | Rowan Hellier                                                            |
| Titorelli/Flagellateur/Etudiant (Berthold)/Greffier    | Ténor         | Paul Curievici                                                           |
| Garde n°1 (Franz)/Block                                | Ténor         | Michael Bennett                                                          |
| Avocat Huld/Magistrat/Huissier de la Cour              | Baryton       | Gwion Thomas                                                             |
| Garde n°2 (Willem)/Huissier/Greffier de la Cour/Prêtre | Baryton-basse | Nicholas Folwell                                                         |
| Inspecteur/Oncle Albert                                | Basse         | Michael Druiett                                                          |